# Quintet de corda núm. 5 (Mozart)
El Quintet de corda núm. 5 en re major, K. 593, fou escrit per Wolfgang Amadeus Mozart l'any 1790. Com tots els quintets de corda de Mozart, es tracta d'una obra escrita per a un "quintet amb viola", ja que la instrumentació consisteix en un quartet de corda més una viola addicional.
L'obra consta de quatre moviments:
1. Larghetto - Allegro
2. Adagio
3. Menuetto: Allegretto
4. Allegro

## Anàlisi musical
D'acord amb la Neue Mozart-Ausgabe, el finale fou publicat prenent com a base una edició falsa. El tema principal –originàriament una escala cromàtica descendent–, fou reemplaçat en moltes de les seves interpretacions per un petit tema en ziga-zaga ("Zickzackform") més complicat.